# Hockey Club Ambrì-Piotta 2006-2007
Questa è la rosa della stagione 2006/2007 del Hockey Club Ambrì-Piotta.
62  Félicien DuBois
28  Tiziano Gianini
11  Martin Höhener
53  Daniele Mattioli
06  Naumenko Nick
00  Ott Ralph
94   Fredrik Svensson
05  Alan Tallarini
63   Mattia Bianchi
16   Luca Cereda
55   Alain Demuth
17   Hnat Domenichelli
37   Paolo Imperatori
09   Dario Kostović
95   Benoît Pont
14   Thomas Schena
71   Oleg Siritsa
35   Eero Somervuori